# Skoky do vody na Letních olympijských hrách 1976
Skoky do vody na Letních olympijských hrách v Montréalu.

## Medailisté

### Muži
| Kategorie | Zlato                                     | Stříbro                                      | Bronz                                   |
| --------- | ----------------------------------------- | -------------------------------------------- | --------------------------------------- |
| Prkno 3 m | Phil Boggs · Spojené státy americké (USA) | Giorgio Cagnotto · Itálie (ITA)              | Alexandr Kosenkov · Sovětský svaz (URS) |
| Věž 10 m  | Klaus Dibiasi · Itálie (ITA)              | Greg Louganis · Spojené státy americké (USA) | Vladimir Alejnik · Sovětský svaz (URS)  |

### Ženy
| Kategorie | Zlato                                               | Stříbro                                                  | Bronz                                            |
| --------- | --------------------------------------------------- | -------------------------------------------------------- | ------------------------------------------------ |
| Prkno 3 m | Jennifer Chandlerová · Spojené státy americké (USA) | Christa Köhlerová · Německá demokratická republika (GDR) | Cynthia Potterová · Spojené státy americké (USA) |
| Věž 10 m  | Jelena Vajcechovská · Sovětský svaz (URS)           | Ulrika Knapeová · Švédsko (SWE)                          | Deborah Wilsonová · Spojené státy americké (USA) |

## Přehled medailí
| Pořadí | Země                                 | Zlato | Stříbro | Bronz | Celkově |
| ------ | ------------------------------------ | ----- | ------- | ----- | ------- |
| 1.     | Spojené státy americké (USA)         | 2     | 1       | 2     | 5       |
| 2.     | Itálie (ITA)                         | 1     | 1       | 0     | 2       |
| 3.     | Sovětský svaz (URS)                  | 1     | 0       | 2     | 3       |
| 4.     | Německá demokratická republika (GDR) | 0     | 1       | 0     | 1       |
| 4.     | Švédsko (SWE)                        | 0     | 1       | 0     | 1       |